# 기본 조직
기본 조직(基本組織, 영어: ground tissue) 식물의 조직으로 유조직, 후각 조직, 후벽 조직의 세 종류로 나눌 수 있다.

## 후각조직
후각조직(collenchyma cell)은 일차적으로, 1차 세포벽이 불균일하게 두꺼워진 세포로 이루어져 있는데, 후막 조직과 함께 식물체를 지지하고 견고하게 하는 작용을 한다. 유조직과 밀접한 관계가 있는 조직으로서, 주로 엽병, 엽맥, 줄기나 잎자루의 유조직 안에서 볼 수 있다.

## 후벽세포
후벽세포(sclerenchyma cell)는 유세포, 후각세포와 함께 식물의 기본 세포 종류 중 하나이다. 보강세포와 섬유세포의 두 종류가 있다. 후벽 세포는 후각 세포와 같이 식물의 지지와 강화의 기능을 가진다. 이는 2차 세포벽을 지님으로써 더 목적을 잘 수행할 수 있게 되는데, 2차 세포벽에 펙틴과 리그닌을 지녀 단단하게 된다. 성숙해서 제 기능을 하는 후벽 세포는 마지막에 죽어서 세포벽만 남기며, 세포벽 자체는 몇백년 동안 남을 수 있다. 세포가 죽어야 기능을 하기 때문에 기능을 할 때에는 성장하지 못한다.

## 후막조직
후막조직(厚膜組織)은 2차 세포벽이 두꺼워진 세포로서, 대부분 원형질이 없이 견고하여 식물체 안에서 지지 기능을 하고 있다. 이 조직은 모양·기원·발생에 따라 섬유 세포와 보강 조직의 2종류로 나뉜다.

### 보강세포
보강세포(sclereid)는 섬유세포보다 더 단단하며 비규칙적이다. 리그닌이 많이 포함된 이차벽이 특징이며 견과류의 껍질이나 씨의 껍질에서 발견된다. 후형이형세포라고도 한다.

### 섬유세포
섬유세포(fiber)는 주로 다발을 이룬다. 보강세포보다 길고 얇다. 밧줄이나 리넨의 원료가 된다.

## 유조직
유조직(parenchyma)은 원형질을 가지고 살아있으면서 광합성, 호흡, 양분 저장, 세포분열 등의 생리적인 대사작용이 가장 활발하게 일어나는 조직이다. 유조직을 구성하는 세포를 '유조직 세포' 또는 '유세포'라고 하는데, 유세포는 그 모양이나 크기가 매우 다양하다. 
줄기나 뿌리 내부의 관다발을 제외한 대부분과 광합성을 하는 조직(생장점, 분열조직, 저장조직, 엽육조직 등)을 포함한다.